# Limnocentropus borneonius
Limnocentropus borneonius is een schietmot uit de
familie Limnocentropodidae. De soort komt voor in het Oriëntaals gebied.